# امشب شب مهتابه
«امشب شب مهتابه» تصنیف عاشقانه‌ای از علی‌اکبر شیدا است. این تصنیف در آواز بیات اصفهان ساخته شده‌است. این تصنیف نخستین بار با صدای خواننده‌ای به اسم نوا بر روی صفحهٔ پولیفون ضبط شد.
تصنیف «امشب شب مهتابه» را بسیاری از خوانندگان بازخوانی کرده‌اند. فیلمی با همین نام به پاس قدردانی از علی‌اکبر شیدا ساخته شده‌است. همچنین این تصنیف به عنوان ترانهٔ تیتراژ سریال قهوه تلخ پخش شد.

## تاریخچه

تصویری از علی‌اکبر شیدا خالق تصنیف «امشب شب مهتابه»

تصنیف «امشب شب مهتابه» ساختهٔ علی‌اکبر شیدا (۱۲۲۲ — ۱۲۸۵ ه‍.خ)، موسیقی‌دان، شاعر، ترانه‌سرا و خوشنویس اهل شیراز بود. او تنها تصنیف‌ساز نام‌آور، قبل از عارف قزوینی است. بیشتر تصنیف‌های شیدا به سبک عاشقانه است

### نخستین ضبط

نوا خواننده‌ای که برای اولین بار این تصنیف را خواند و بر روی صفحهٔ پولیفون ضبط کرد.

این تصنیف را نخستین بار  خواننده‌ای با نام نوا خواند و در صفحهٔ پولیفون ضبط شد. دربارهٔ تاریخ دقیق ضبط اطلاعات دقیقی در دست نیست؛ اما به نظر می‌رسد در اواخر دههٔ ۱۳۲۰ یا در اوایل دههٔ ۱۳۳۰ ه‍.خ در زمان اوج فعالیت نوا این ترانه ضبط شده‌است.

## متن شعر
تصنیف «امشب شب مهتابه» عاشقانه و در سبک آواز اصفهان است و علی‌اکبر شیدا آن را نوشته‌است. برخی نیز سرایش آن را به ناصرالدین شاه نسبت می‌دهند.
| امشب به بر من است و آن مایهٔ ناز                         |  | یارب تو کلید صبح و در چاه انداز |
| ای روشنی صبح به مشرق برگرد                              |  | ای ظلمت شب با منِ بیچاره بساز    |
| امشب شب مهتابه حبیبم رو می‌خوام                          |  | حبیبم اگر خوابه طبیبم رو می‌خوام |
| خوابست و بیدارش کنید                                    |  | مست است و هشیارش کنید           |
| گویید فلانی آمده                                        |  | آن یار جانی آمده                |
| آمده حالتو، احوالتو، سیه خالتو، سفید روی تو، ببیند برود |  |                                 |
| امشب شب مهتابه حبیبم رو می‌خوام                          |  | حبیبم اگر خوابه طبیبم رو می‌خوام |

## نقد
مجید درخشانی در مصاحبه‌ای با ایلنا، دربارهٔ این تصنیف گفت «نکته جالب این است که همواره تلاش کرده‌ام با مردم ارتباط بگیرم و ضمن ساخت قطعاتی که ارزش هنری دارند بتوانم آثارم را در میان آنها نیز مطرح کنم؛ در این زمینه می‌توان از آهنگ «امشب شب مهتابه» نام برد که چنین ویژگی دارد. آهنگ «امشب شب مهتابه» هم از نظر موسیقیایی بسیار قوی‌است و هم مردم می‌توانند به راحتی با آن ارتباط برقرار کنند. من سال‌هاست که به دنبال چنین ملودی‌ها و نغمه‌هایی می‌گردم که آنقدر سهل و ممتنع باشند تا هم مردم آن را به خوبی درک کنند و هم از نظر فنی نیز تمام ضوابط در آن رعایت شده باشد. خوشبختانه «در خیال» چنین اثر از کار در آمد.»

## بازخوانی
این تصنیف توسط خوانندگان بسیاری از جمله مرضیه، هایده، سیما مافیها، محمدرضا شجریان، مهران مدیری، امیر آرام، علی زند وکیلی، پریسا، سیما بینا، عبدالوهاب شهیدی، فریدون فرخزاد، حبیب محبیان، لیلا فروهر و اکبر گلپایگانی بازخوانی شده‌است. همچنین این تصنیف در سه دههٔ اخیر توسط برخی از خوانندگان خارجی نیز اجرا شده‌است.

## در فرهنگ عامه
در سال ۱۳۸۷ فیلمی به نام امشب شب مهتابه ساخته شد؛ محمدهادی کریمی، کارگردان این فیلم در مصاحبه‌ای با ایسنا گفت «فیلم ادای دینی است به استاد علی‌اکبر خان شیدا خالق تصنیف «امشب شب مهتابه» که یک قرن پیش آن را ساخت.»
در ۱۳۸۹ سریالی به نام قهوه تلخ منتشر شد که ترانهٔ تیتراژ آن بازخوانی «امشب شب مهتابه» با صدای مهران مدیری بود.